# Garsthuizen
Garsthuizen – wieś w Holandii, w prowincji Groningen, w gminie Loppersum. We wsi znajduje się kościół z 1872 r., który powstał na miejscu zburzonej rok wcześniej świątyni.